# Departamento de Oriente (Boyacá)
Oriente fue uno de los cuatro primigenios departamentos en que se dividía el Estado Soberano de Boyacá (Colombia). Fue creado el 31 de octubre de 1857, a partir de la porción sur-occidental del territorio de la provincia de Tunja, mediante la convención constituyente del Estado. Tenía por cabecera a la ciudad de Tenza.

## División territorial
El departamento al momento de su creación (1857) estaba dividido en los distritos de Tenza (capital), Campohermoso, Capilla de Tenza, Chinavita, Garagoa, Guateque, Guayatá, Macanal, Miraflores, Pachavita, Somondoco, Sutatenza, Tibaná, Turmequé, Úmbita y Zetaquira.
En 1863 los distritos de Úmbita, Tibaná y Turmequé fueron trasladados al departamento del Centro, en tanto el de Campohermoso fue suprimido.